# Schaefferia pilosa
Schaefferia pilosa är en benvedsväxtart som beskrevs av Standl. Schaefferia pilosa ingår i släktet Schaefferia och familjen Celastraceae. Inga underarter finns listade.